# Trimerotropis pseudofasciata
Trimerotropis pseudofasciata es una especie de saltamontes perteneciente a la familia Acrididae. Se encuentra en Norteamérica, específicamente en Great Basin, Columbia Plateau y los valles de California desde el este de Washington e Idaho hasta el norte de Baja California y el suroeste de Utah.

## Hábitat
Trimerotropis pseudofasciata habita en una amplia variedad de ambientes secos abiertos, especialmente en pisos secos y estériles con suelo liso desnudo expuesto, a menudo donde el suelo es alcalino o salado. También puede ser abundante en áreas abiertas de grava, en laderas, campos de dunas, terrenos baldíos e incluso estacionamientos.

## Biología
Trimerotropis pseudofasciata pasa el invierno dentro de sus huevos en el suelo. Los adultos aparecen a fines de la primavera y generalmente desaparecen en septiembre u octubre.